# Дискографија групе The Sisters of Mercy
Дискографију енглеског рок бенда Sisters of Mercy чине три студијска албума, три компилације, три ЕП-а и шеснаест синглова. Бенд Sisters of Mercy је основан у Лидсу 1980. Ендрју Елдрич (вокал, бубњеви) и Гери Маркс (гитара) и објавили су свој деби сингл, „The Damage Done“, исте године за своју независну издавачку кућу, Merciful Release. Почетком 1981. бенду се придружио Craig Adams (бас) и почели су да користе ритам машину, која је названа Doktor Avalanche. Бен Ган се придружио бенду као други гитариста до краја 1981. и ова постава је снимила још четири сингла и два ЕП-а током 1982. и 1983. Гитариста Вејн Хаси је замијенио Гана почетком 1984. и, након што је изградио своју репутацију уживо, бенд је потписао уговор са WEA, који дистрибуирају издања бенда за Merciful Release у Великој Британији и Electra Records у САД. Следећи сингл бенда, "Body and Soul" из 1984. године, постао је њихов први наступ на листи у Великој Британији када је достигао 46. мjесто. Објављена су још три сингла прије него што је бенд достигао 14. мјесто на UK Albums Chart са својим деби албумом First and Last and Always, који је објављен у марту 1985. Након објављивања албума, Гари Маркс је напустио бенд, прије него што се остатак групе распао средином 1985. године.
Након што је објавио сингл и албум са Sisterhood-ом, и правног спора са Адамсом и Хасијем око власништва над именом The Sisters of Mercy, Елдрич је реформисао Sisters of Mercy са собом као вокалом и Патришом Морисон на басу. Бенд је наставио да се допуњава ритам машином познатом као Doktor Avalanche. Ова нова постава достигла је седмо мјесто у Великој Британији са њиховим првим синглом, "This Corrosion", који је објављен у септембру 1987. Floodland, објављен у новембру 1987, такође је доспио у првих десет када је достигао девето мјесто на UK Albums Charts. Још два сингла из Floodland-а – „Dominion“ и „Lucretia My Reflection“ – достигла су 13. и 20. место у Великој Британији почетком 1988.
Још једна промјена у постави почетком 1990. довела је до тога да је Морисонову на басу замјенио Тони Џејмс; ангажовани су и гитаристи Тим Бричено и Андреас Брун. Ова постава је објавила сингл „More“ и албум Vision Thing у октобру 1990. године, који су достигли 21. и 11. мјесто на Uk Singles Chart и UK Albums Chart респективно. Још један сингл, "Doctor Jeep", објављен је од Vision Thing-а у децембру 1990. и достигао 37. мјесто у Великој Британији. Џејмс је напустио бенд 1991. прије него што је сингл "Temple of Love (1992)", поновни снимак њиховог сингла из 1983, објављен у априлу 1992. и постао сингл бенда на највишем мјесту када је достигао треће мјесто у Великој Британији. "Some Girls Wander by Mistake, компилација раног материјала бенда, такође је објављена у априлу 1992. и достигла пето мјесто у Великој Британији. Након што је Бричено напустио бенд крајем 1992. године, нови гитариста Адам Пирсон је регрутован пре него што је бенд снимио сингл "Under the Gun", који је објављен у августу 1993. и достигао 19. мјесто у Великој Британији. Компилацијски албум највећих хитова, "A Slight Case of Overbombing", такође је објављен у августу 1993. и достигао је 14. мjесто на UK Albums Charts. Sisters of Mercy нису објавили више комерцијалних издања, али настављају са турнејама у различитим саставима, са Елдричом као јединим главним стабилним чланом.

## Албуми

### Студијски албуми
| Наслов                                                                              | Детаљи | Позиције на листи | Позиције на листи | Позиције на листи | Позиције на листи | Позиције на листи | Позиције на листи | Позиције на листи | Позиције на листи | Сертификати                 |
| Наслов                                                                              | Детаљи | UK                | AUS               | AUT               | GER               | NZ                | SWE               | SWI               | US                | Сертификати                 |
| ----------------------------------------------------------------------------------- | --- | ----------------- | ----------------- | ----------------- | ----------------- | ----------------- | ----------------- | ----------------- | ----------------- | --------------------------- |
| First and Last and Always                                                           | - Објављено: 11. марта 1985. - Издавачка кућа: Merciful Release - Формати: LP, CD, cassette               | 14                | —                 | —                 | 40                | —                 | 23                | —                 | —                 | - BPI: Злато - BVMI: Злато  |
| Floodland                                                                           | - Објављено: 16. новембра 1987. - Издавачка кућа: Merciful Release - Формати: LP, CD, cassette            | 9                 | —                 | —                 | 32                | 28                | 28                | 24                | 101               | - BPI: Злато - BVMI: Злато  |
| Vision Thing                                                                        | - Објављено: 13. новембра 1990. - Издавачке куће: Merciful Release, East West - Формати: LP, CD, cassette | 11                | 73                | 21                | 13                | 38                | 22                | 22                | 136               | - BPI: Сребро - BVMI: Злато |
| "—" означава албуме који нису били на листама или нису били објављени у тој држави. | |                   |                   |                   |                   |                   |                   |                   |                   |                             |

### Компилацијски албуми
| Наслов                                                                              | Детаљи                                                                                               | Позиције на листи | Позиције на листи | Позиције на листи | Позиције на листи | Позиције на листи | Позиције на листи | Позиције на листи | Позиције на листи | Позиције на листи | Сертификати                 |
| Наслов                                                                              | Детаљи                                                                                               | UK                | AUS               | AUT               | BEL (WA)          | GER               | NZ                | POR               | SWE               | SWI               | Сертификати                 |
| ----------------------------------------------------------------------------------- | --- | ----------------- | ----------------- | ----------------- | ----------------- | ----------------- | ----------------- | ----------------- | ----------------- | ----------------- | --------------------------- |
| Some Girls Wander by Mistake                                                        | - Објављено: 27. априла 1992. - Издавачке куће: Merciful Release, East West - Формати: 2×LP, CD, CS  | 5                 | 98                | 7                 | —                 | 9                 | 27                | —                 | 17                | 22                | - BPI: Сребро - BVMI: Злато |
| A Slight Case of Overbombing                                                        | - Објављено: 23. августа 1993. - Издавачке куће: Merciful Release, East West - Формати: 2×LP, CD, CS | 14                | —                 | —                 | —                 | 11                | —                 | —                 | 11                | 21                | - BPI: Злато - BVMI: Злато  |
| BBC Sessions 1982–1984                                                              | - Released: 17 July 2021 - Labels: BBC, Warner Music - Formats: 2×LP, CD                             | 55                | —                 | —                 | 151               | —                 | —                 | 49                | —                 | —                 |                             |
| "—" означава албуме који нису били на листама или нису били објављени у тој држави. | |                   |                   |                   |                   |                   |                   |                   |                   |                   |                             |

### Бокс сетови
| Наслов           | Детаљи                                                                     |
| ---------------- | -------------------------------------------------------------------------- |
| Merciful Release | - Објављено: 2007 - Издавачке куће: Merciful Release, Rhino - Формат: 3×CD |

## ЕП-ови
| Наслов            | Детаљи                                                                               |
| ----------------- | ------------------------------------------------------------------------------------ |
| Alice             | - Објављено: априла 1983. - Издавачка кућа: Merciful Release - Формат: 12-inch       |
| The Reptile House | - Објављено: 16. маја 1983. - Label: Merciful Release - Format: 12-inch              |
| Body and Soul     | - Објављено: 4. јуна 1984. - Издавачка кућа: Merciful Release, WEA - Формат: 12-inch |

## Синглови
| Наслов                                                                              | Година | Позиције на листи | Позиције на листи | Позиције на листи | Позиције на листи | Позиције на листи | Позиције на листи | Позиције на листи | Позиције на листи | Позиције на листи | Албум                        |
| Наслов                                                                              | Година | UK                | AUS               | AUT               | GER               | IRE               | NZ                | SWE               | US Alt            | US Dance          | Албум                        |
| ----------------------------------------------------------------------------------- | ------ | ----------------- | ----------------- | ----------------- | ----------------- | ----------------- | ----------------- | ----------------- | ----------------- | ----------------- | ---------------------------- |
| "The Damage Done"                                                                   | 1980   | —                 | —                 | —                 | —                 | —                 | —                 | —                 | —                 | —                 | Non-album singles            |
| "Body Electric"                                                                     | 1982   | —                 | —                 | —                 | —                 | —                 | —                 | —                 | —                 | —                 | Non-album singles            |
| "Alice"                                                                             | 1982   | —                 | —                 | —                 | —                 | —                 | —                 | —                 | —                 | —                 | Non-album singles            |
| "Anaconda"                                                                          | 1983   | —                 | —                 | —                 | —                 | —                 | —                 | —                 | —                 | —                 | Non-album singles            |
| "Temple of Love"                                                                    | 1983   | —                 | —                 | —                 | —                 | —                 | —                 | —                 | —                 | —                 | Non-album singles            |
| "Body and Soul"                                                                     | 1984   | 46                | —                 | —                 | —                 | —                 | —                 | —                 | —                 | —                 | Body and Soul                |
| "Walk Away"                                                                         | 1984   | 45                | —                 | —                 | —                 | —                 | —                 | —                 | —                 | —                 | First and Last and Always    |
| "No Time to Cry"                                                                    | 1985   | 63                | —                 | —                 | —                 | —                 | —                 | —                 | —                 | —                 | First and Last and Always    |
| "This Corrosion"                                                                    | 1987   | 7                 | —                 | —                 | 17                | 6                 | —                 | —                 | —                 | 38                | Floodland                    |
| "Dominion"                                                                          | 1988   | 13                | —                 | —                 | —                 | 7                 | —                 | —                 | —                 | 30                | Floodland                    |
| "Lucretia My Reflection"                                                            | 1988   | 20                | —                 | —                 | —                 | 22                | —                 | —                 | —                 | 30                | Floodland                    |
| "More"                                                                              | 1990   | 14                | 74                | —                 | 14                | 10                | 41                | —                 | 1                 | —                 | Vision Thing                 |
| "Doctor Jeep"                                                                       | 1990   | 37                | 125               | —                 | 45                | —                 | —                 | —                 | —                 | —                 | Vision Thing                 |
| "When You Don't See Me"                                                             | 1991   | —                 | —                 | —                 | 74                | —                 | —                 | —                 | —                 | —                 | Vision Thing                 |
| "Temple of Love (1992)"                                                             | 1992   | 3                 | —                 | 16                | 5                 | 15                | —                 | 24                | —                 | —                 | Non-album single             |
| "Under the Gun"                                                                     | 1993   | 19                | —                 | —                 | 40                | —                 | —                 | 17                | —                 | —                 | A Slight Case of Overbombing |
| "—" означава албуме који нису били на листама или нису били објављени у тој држави. |        |                   |                   |                   |                   |                   |                   |                   |                   |                   |                              |

### Остали синглови на листама
| Наслов                 | Година | Позиција на листи | Албум        |
| Наслов                 | Година | US Alt            | Албум        |
| ---------------------- | ------ | ----------------- | ------------ |
| "Detonation Boulevard" | 1991   | 17                | Vision Thing |

## Видеографија

### Видео албуми
| Наслов       | Детаљи                                                                       |
| ------------ | ---------------------------------------------------------------------------- |
| Wake         | - Објављено: 1987. - Издавачке куће: PolyGram Music Video - Формати: VHS, LD |
| Shot         | - Објављено: 1988. - Издавачка кућа: Warner Music Vision - Формат: VHS       |
| Shot Rev 2.0 | - Објављено: 1992. - Издавачка кућа: Warner Music Vision - Формат: VHS       |

### Спотови
| Наслов                   | Година | Режисер       |
| ------------------------ | ------ | ------------- |
| "Body and Soul"          | 1984   |               |
| "Walk Away"              | 1984   | Стив Прајс    |
| "No Time to Cry"         | 1985   | Пит Корнис    |
| "Black Planet"           | 1985   | Стив Мартин   |
| "This Corrosion"         | 1987   | Стјуарт Орм   |
| "Dominion"               | 1988   | Дејвид Хоган  |
| "Lucretia My Reflection" | 1988   | Питер Сенклер |
| "1959"                   | 1988   | Питер Сенклер |
| "More"                   | 1990   | Доминик Сена  |
| "Doctor Jeep"            | 1990   | Џон Клајн     |
| "Detonation Boulevard"   | 1990   |               |
| "Temple of Love (1992)"  | 1992   |               |
| "Under the Gun"          | 1993   | Џон Клајн     |